# I Have a Dream (Martin Luther King)
I Have a Dream (Nederlands: Ik heb een droom) is de titel van een beroemde rede die Martin Luther King hield op 28 augustus 1963.
De rede van bij elkaar 17 minuten hield King voor het Lincoln Memorial in Washington D.C. De woorden van King inspireerden niet alleen de bezoekers ter plekke, maar ook elders in de wereld en in latere tijden.
De rede hield hij ter gelegenheid van de mars naar Washington die die dag in de stad was aangekomen, ten overstaan van een publiek van meer dan 250.000 mensen. Van de rede werd rechtstreeks verslag uitgebracht op televisie.

## Citaat
Deel uit de originele rede in het Engels:

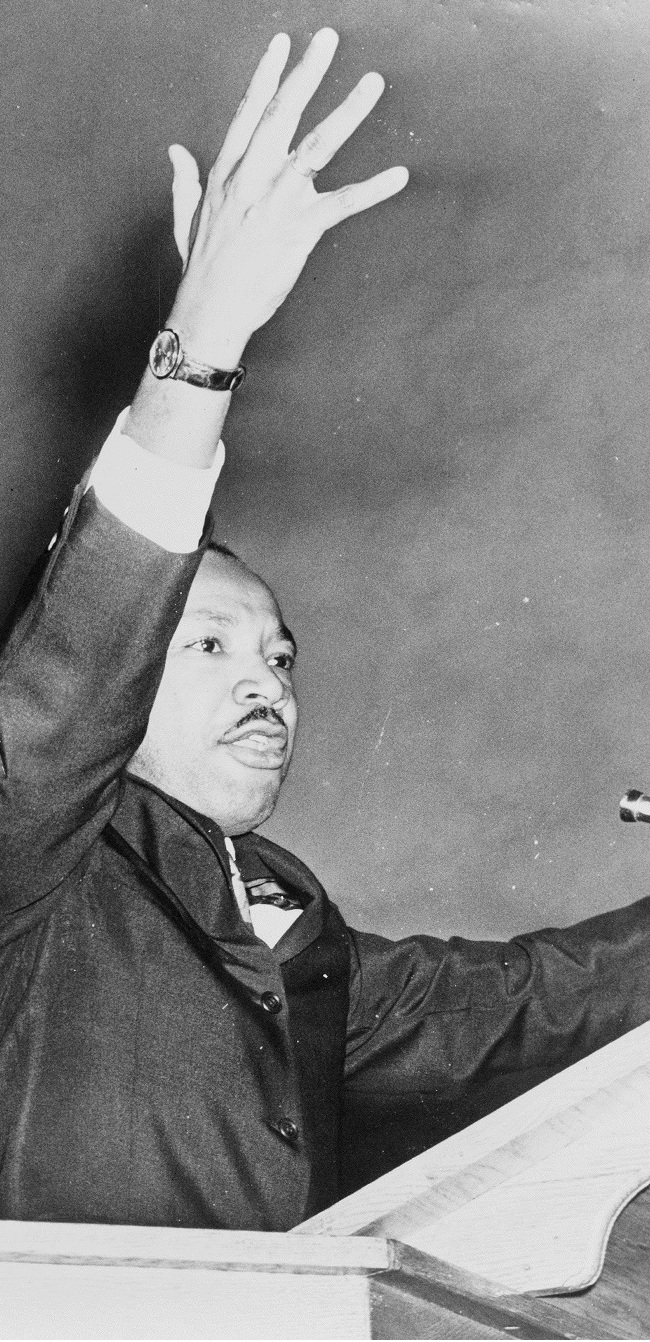
Martin Luther King

I have a dream that one day this nation will rise up and live out the true meaning of its creed: "We hold these truths to be self-evident: that all men are created equal." I have a dream that one day on the red hills of Georgia the sons of former slaves and the sons of former slave owners will be able to sit down together at a table of brotherhood. I have a dream that one day even the state of Mississippi, a state sweltering with the heat of injustice and sweltering with the heat of oppression, will be transformed into an oasis of freedom and justice. I have a dream that one day my four little children will live in a nation where they will not be judged by the color of their skin but by the content of their character. I have a dream today.

Vertaling in het Nederlands:

Ik heb een droom dat op een dag dit volk zal opstaan en recht zal doen aan de ware betekenis van zijn credo: "Wij beschouwen de volgende waarheden als vanzelfsprekend: dat alle mensen gelijk geschapen zijn". Ik heb een droom dat op een dag op de rode heuvels van Georgia de zonen van voormalige slaven en de zonen van voormalige slavenhouders in staat zullen zijn samen aan te schuiven aan een tafel van broederschap. Ik heb een droom dat op een dag zelfs de staat Mississippi, een staat die smoort in de hitte van onrecht en smoort in de hitte van onderdrukking, een oase van vrijheid en gerechtigheid zal worden. Ik heb een droom dat mijn vier kinderen op een dag zullen leven in een land waar zij niet beoordeeld zullen worden op de kleur van hun huid, maar op de inhoud van hun karakter. Ik heb een droom vandaag.

## Protestmars naar Washington

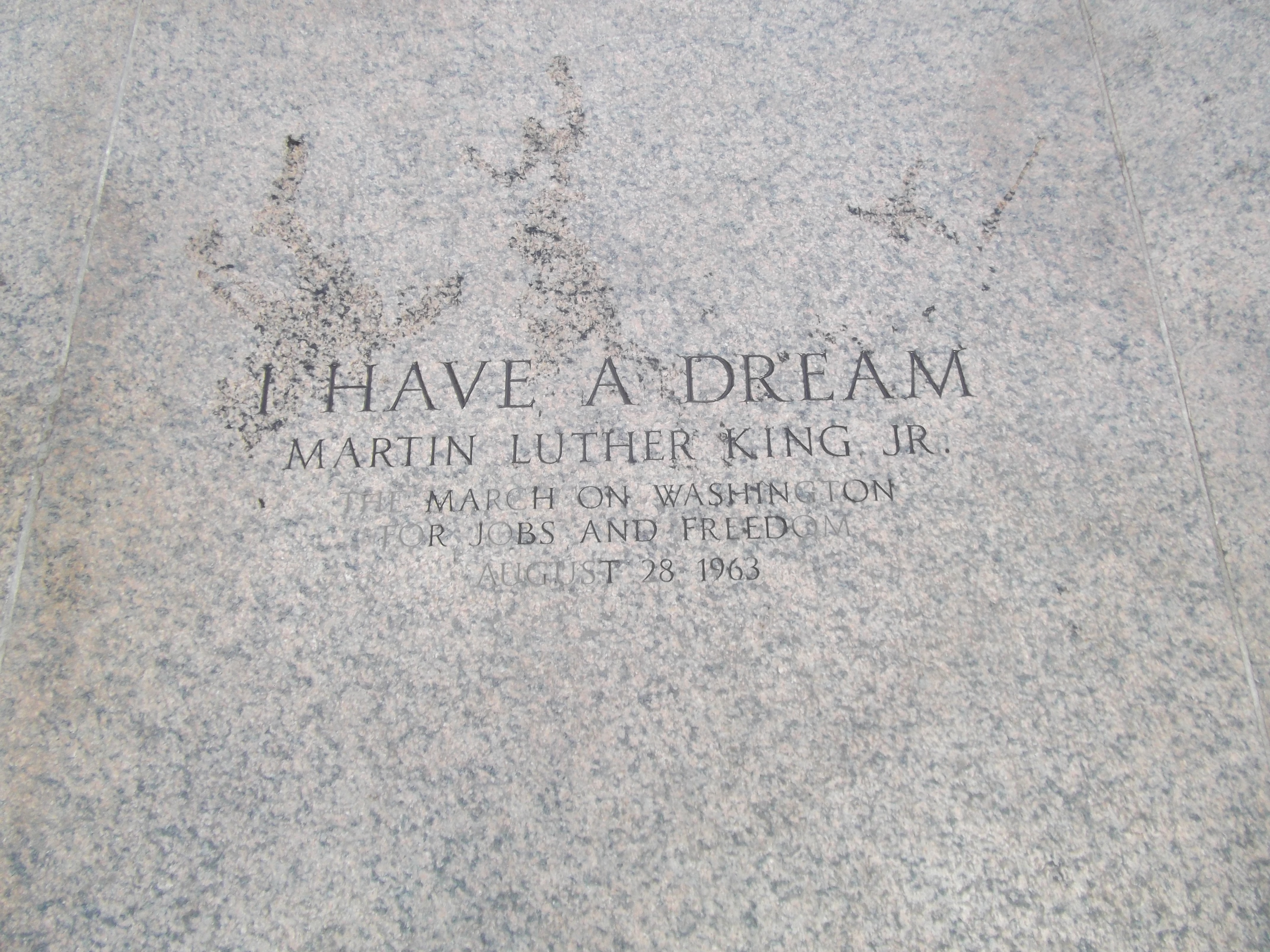
Gedenksteen op de plaats waar King de rede hield

De rede hield hij voor een publiek van meer dan 200.000 mensen ter gelegenheid van de mars naar Washington die die dag in de stad was aangekomen. Met de mars wilde de Amerikaanse burgerrechtenbeweging de weg vrijmaken voor meer arbeidsplaatsen, vrijheid en gelijkheid, in het bijzonder voor de Afro-Amerikanen in de Verenigde Staten. De mars werd georganiseerd door zes mensenrechtenorganisaties die The Big Six genoemd werden.
Van de rede werd rechtstreeks verslag uitgebracht op televisie en ze kende een uitgebreidere media-aandacht dan welke gebeurtenis ook sinds de inauguratie van John F. Kennedy als president van de Verenigde Staten op 6 januari 1961.

## Thema
In september 1962 bezocht King een herdenkingsbijeenkomst van de brandstichting door de Ku Klux Klan in het gebouw Mount Olive in Terrell County (Georgia). Er sprak een 22-jarige student theologie, Prathia Hall, die haar betoog uitbouwde rond het thema "I have a dream" , waarbij ze  die zin herhaalde als een mantra. King sprak met haar, vroeg en kreeg toestemming om het thema te gebruiken voor zijn eigen toespraken.

## Compositie
De rede schreef King met hulp van Stanley Levison en Clarence Benjamin Jones in Riverdale (The Bronx). Volgens Jones waren de logistieke voorbereidingen van de aankomst van de mars naar Washington zo zwaar, dat de rede niet hun eerste prioriteit had. In de avond van 27 augustus, 12 uur voor het uitspreken van de rede, wist King nog niet wat hij het publiek zou toespreken.
De rede had hij in feite ook al rond achtmaal eerder uitgesproken, echter wel telkens in een iets andere versie. Voordat hij in Washington begon aan de rede, riep zangeres Mahalia Jackson uit het publiek: "Tell them about the dream, Martin!" (Vertel ze over de droom, Martin!).
In augustus 2015 werden in een stadsbibliotheek geluidsopnamen ontdekt van een eerdere versie van deze toespraak. King sprak deze uit op 27 november 1962 op een highschool in Rocky Mount (North Carolina), acht maanden voor de legendarisch geworden toespraak in Washington.

## Retorica
De rede wordt als een retorisch meesterwerk beschouwd. King paste allusies toe als citaten uit de Bijbel, de Amerikaanse Onafhankelijkheidsverklaring, de Grondwet van de Verenigde Staten, en de Emancipatieproclamatie en de Gettysburg Address, beide van president Abraham Lincoln. Het gebruik van anaforen en de wijze van voordracht is typerend voor de preekwijze in het methodisme.
Een voorbeeld van een anafoor is het moment waarin King de mensen aanspoort het moment aan te grijpen, met "Now is the time...", en dat viermaal in zes paragrafen te herhalen. De anafoor I have a dream wordt zelfs achtmaal herhaald.